# Alfonso Troisi
Alfonso José Troisi Couto (nacido el 28 de enero de 1954 en Buenos Aires, Argentina) es un exfutbolista argentino. Jugaba de delantero y su primer club fue Chacarita Juniors.

## Carrera
Comenzó su carrera en 1973 jugando para Chacarita Juniors. En1974 se trasladó a Francia para jugar en el Olympique de Marsella, en donde estuvo una temporada, tras la que fichó por el Montpellier HSC. En 1976 se trasladó a España para jugar en el Hércules C. F., en donde jugó 4 años. En 1980 pasó a la A. D. Almería, un año más tarde se marchó al Córdoba C. F., club en el cual se retiró en 1983.

## Vida personal
Una vez retirado, se afincó en España, donde reside actualmente.

## Clubes
| Club                  | País      | Año       |
| --------------------- | --------- | --------- |
| Chacarita Juniors     | Argentina | 1973-1974 |
| Olympique de Marsella | Francia   | 1974-1975 |
| Montpellier HSC       | Francia   | 1975-1976 |
| Hércules C. F.        | España    | 1976-1980 |
| AD Almería            | España    | 1980-1981 |
| Córdoba C. F.         | España    | 1981-1983 |